# 黒猫の接吻あるいは最終講義
『黒猫の接吻あるいは最終講義』(くろねこのせっぷんあるいはさいしゅうこうぎ）は、森晶麿による日本の推理小説の連作短編集。早川書房主催の第1回アガサ・クリスティー賞を受賞した『黒猫の遊歩あるいは美学講義』の続編にあたる。

## あらすじ
黒猫と「ジゼル」を見に行った付き人。その舞台で二人は主役の女性が自ら退場してしまう――という事件に遭遇してしまう。なんでもその主役の女性は黒猫と同棲していたという過去を持っているようで、黒猫に特別な感情を持つ付き人は不安になり、いろいろと調べ始める。が、それがきっかけで二人は事件に巻き込まれていく。

## 登場人物
黒猫
教授、24歳。黒猫という名前は渾名であるが、誰もこの名前でしか呼ばない。
「ベルクソン的美学の眼差しから芸術史を洗い直す」が研究テーマで、留学先のパリから持ち帰った論文第一弾『ベルクソンの図式から見るマラルメ』で脚光を浴び、同論文に留学先の学長の推薦文が付いていたことから、若くしての教授就任となった。
性格は、冷たさと優しさの比率が7:3。
付き人
「黒猫」の付き人。彼とは学生時代からの腐れ縁の仲。24歳。博士課程1年目、エドガー・アラン・ポオの研究者。将来は学問で身を立てたいと志している。
母ゆふきは女手一つで娘を産み育てたシングルマザーで、『竹取物語』の研究では右に出る者はいない研究者。